# Illa: Punto d'osservazione
Illa: Punto di osservazione è uno sceneggiato televisivo italiano di genere giallo in tre puntate diretto da Daniele D'Anza, andato in onda nel 1981 sulla Rete 2 della Rai (l'odierna Rai 2).

## Trama

### Prima puntata
Illa è una ragazza solare ma ancora immatura, divisa tra l’affetto per il severo pediatra Umberto ed un flirt con il giovane musicista Stefano. Un giorno, sostando davanti alla vetrina di una banca per ripararsi dalla pioggia, assiste involontariamente ad una rapina che degenera in sanguinosa sparatoria: insieme ad un agente di polizia muoiono l’ex colonnello a riposo Dal Ponte ed uno dei tre rapinatori, mentre un secondo viene ferito ed il terzo riesce a fuggire. Interrogata dal commissario Bormioli, la ragazza afferma che la sparatoria è stata iniziata da un quarto uomo già presente in banca, che ha intravisto di spalle mentre sparava al poliziotto; ha inoltre notato Dal Ponte confabulare poco prima della rapina con un uomo e riceverne una busta. Altra stranezza, una delle tre rivoltelle ritrovate in banca non sembra appartenere a nessuno dei rapinatori o delle guardie. La versione di Illa, non avvalorata dagli altri testimoni, viene giudicata inaffidabile dal giudice istruttore Morano, scapolo maturo, serio e malinconico che convive con la sorella nubile; è però ripresa dalla spregiudicata rivista Dossier, dove si ipotizza un collegamento tra l’omicidio di Dal Ponte e la sua nota collaborazione con i servizi segreti. Gli articoli giungono anche al capobanda fuggitivo, Roghi, che accusa il basista della rapina di averlo utilizzato per uccidere il colonnello e minaccia di parlare con i giornali se non gli consegnerà una grossa cifra ed un passaporto falso per espatriare; subito dopo intimidisce Illa perché gli faccia incontrare Vitale, il direttore di Dossier, promettendo rivelazioni sull’assassino di Dal Ponte.

### Seconda puntata
Il basista soddisfa le richieste di Roghi, che diserta l’appuntamento con Vitale, consegna un revolver alla sua amante e parte per la Grecia; qui viene contattato da misteriosi personaggi, ritorna in Italia e si fa arrestare dalla polizia. Interrogato, si accolla la responsabilità di aver iniziato la sparatoria, usando la pistola con cui sono stati uccisi Dal Ponte ed il poliziotto, smentendo di aver mai contattato Illa; subito dopo, evade misteriosamente dal carcere. Il giudice Morano, che ha fatto arrestare l’amante di Roghi e recuperato il revolver, potrebbe formalmente chiudere il caso ma vede troppe contraddizioni: perché Roghi non ha riconosciuto il suo revolver, che risulta anche aver sparato durante la rapina? perché è tornato dalla Grecia per autoaccusarsi? perché Dal Ponte si trovava quel momento nella banca, di cui non era cliente? Morano riconvoca Illa, per cui prova una paterna simpatia, e le comunica di essersi ricreduto sull’esistenza di un quarto uomo; con l’aiuto di Bormioli, inizia un’indagine informale sui presenti in banca quel giorno. I sospetti si appuntano su un misterioso francese, Georges Dallou, il cui passaporto risulterà poi falso. La sera stessa, guardando con Stefano il telegiornale, la ragazza riconosce nella foto di una delle vittime di un incidente aereo l’uomo che parlava col colonnello dal Ponte.

### Terza puntata
Grazie ad un giornalista di Dossier, Illa scopre che l’uomo era Donald Telford, ufficiale statunitense della Nato, che il giorno della rapina risultava impegnato in un’esercitazione militare nel mar Mediterraneo. Proprio Telford figura con Dal Ponte in una foto che la vedova del colonnello regala a Morano, con una sibillina allusione al caso Mordini, noto finanziere e diplomatico perito in un chiacchierato incidente stradale. L’ex autista di Mordini confida a Morano che il finanziere vendeva illecitamente sistemi d’arma a paesi africani tramite una ditta svizzera, la Saturnia, mandante del suo assassinio; la sera dell’incidente alcuni personaggi, tra cui Dal Ponte, lo avevano allontanato con velate minacce dalla villa di Mordini. Il giudice scopre che la Saturnia è una società usata dai servizi segreti per triangolare armi in paesi sotto embargo, fondata da Mordini, Dal Ponte, Telford e Bruchard; quest’ultimo è un influente politico svizzero, membro di una lobby internazionale detta Club dei 60. Dopo aver subito diverse intimidazioni, Illa decide di partire con Stefano per Vienna e comunica le sue scoperte su Tellford a Morano, che accerta la presenza dell’uomo in banca al momento della rapina visionando le videoriprese di sicurezza: ormai è certo che Telford abbia attirato Dal Ponte in banca per farlo uccidere da Dallou. Intanto Illa, decisa a scoprire la verità, rompe con Stefano e si riavvicina a Umberto. Ricordatasi di aver visto Telford uscire dalla banca e salire su un taxi, rintraccia tramite l’autista del mezzo il luogo dove l’uomo si è fatto portare per ritirare una valigia: un capannone sulla strada per l’aeroporto, ex deposito della Saturnia. La ragazza telefona a Morano ed entra nel capannone abbandonato, dove il giudice, reduce da un colloquio mancato col ministro degli Interni, di lì a poco la raggiunge: d’improvviso, due colpi lo uccidono. Sconvolta, Illa resta accanto al cadavere finché arriva il commissario Bormioli: ancora una volta, è l’unica testimone di un delitto misterioso.

## Musiche
Il tema musicale principale dello sceneggiato (On the road), realizzato da Romolo Grano, è stato in seguito riutilizzato come sigla del celebre programma giornalistico di Rai 3 Telefono giallo condotto da Corrado Augias (e nella prima edizione anche da Donatella Raffai), andato in onda dal 1987 al 1992.